# Devin Ratray
Devin D. Ratray (Nova Iorque, 11 de janeiro de 1977) é um ator norte-americano. Ele começou sua carreira como ator mirim, estreando no cinema em Where Are the Children (1986) antes de receber um papel principal na sitcom da Heartland (1989), da CBS. Ratray teve seu sucesso com um papel coadjuvante no filme de Natal Home Alone (1990), que ele reprisou nas sequências Home Alone 2: Lost in New York (1992) e Home Sweet Home Alone (2021).
Mais tarde, Ratray teve um papel coadjuvante no filme Dennis, o Pimentinha (1993). Nos anos 2000, ele teve papéis coadjuvantes nos filmes O Príncipe e Eu (2004), A Temporada da Vitória (2009) e Substitutos (2009). Durante a década de 2010, Ratray experimentou um ressurgimento de sua carreira, com papéis principais nos filmes Elevator (2011) e Blue Ruin (2013), e papéis secundários nos filmes Nebraska (2013), RIPD (2013), Masterminds (2016) e Hustlers (2019). Ele também teve um papel principal como Nate Henry na minissérieMosaic (2018) e apareceu novamente como Tinfoil Kevin na série The Tick (2017–2019) da Amazon Prime Video.

## Biografia
Ratray nasceu em Nova Iorque, filho de Ann Willis e Peter Ratray, ambos atores. Ele se formou na Fiorello H. LaGuardia High School de Nova York em 1994.

## Carreira
Ratray começou a atuar aos nove anos de idade no filme Onde Estão as Crianças? (1986). Ele estrelou como ator mirim em vários outros programas e filmes até atingir seu auge como ator em 1990 como Buzz McCallister, o irmão mais velho e malvado do personagem Kevin de Macaulay Culkin em Home Alone e Home Alone 2: Lost in New York (1992), um papel que ele mais tarde reprisou em Home Sweet Home Alone (2021).
Ratray conseguiu papéis menores em Little Monsters (como Ronnie Coleman), Dennis the Menace (como Mickey, o namorado de uma das babás de Dennis) e um episódio como Martin em The Enforcers (1996). Outro papel no cinema foi em The Prince and Me, como o colega de quarto obcecado por computadores de Eddy, o príncipe real da Dinamarca . Ele era um ator regular de improvisação no seriado Scandal, notavelmente como diretor de um filme erótico chamado Crazy Motor Hos, no qual ele estava vestido como um capitão da marinha. Ratray apareceu no episódio de 29 de setembro de 2006 de Law & Order, "Avatar", como o assassino doente mental Richard Elam. Mais tarde, ele interpretou um antagonista em um episódio de Law & Order: Special Victims Unit . Ele era um médico que ceceava no filme Slippery Slope (2006). Ele atuou como Jimmy Link em Serial (2007). Ratray apareceu no filme Surrogates de 2009 como Bobby Saunders. A Variety disse que "Ratray tira um bom proveito de seu papel como um gênio da computação orgulhoso demais de sua corpulência nerd para considerar um substituto mais glamoroso". Em 2009, ele também foi ator convidado na quinta temporada de Supernatural, no episódio "The Real Ghost Busters".
Em 2013, Ratray interpretou o personagem Cole no filme Nebraska, Ben Gaffney no filme Blue Ruin e fez uma aparição no filme R.I.P.D.
Ratray também apareceu no filme Hustlers de 2019, ao lado de Jennifer Lopez e em 2022, ele apareceu no filme Kimi de Steven Soderbergh, ao lado de Zoe Kravitz.
Ele interpretou Alfred Hawthorne Hill no episódio Breaking Bad da série Better Call Saul.

## Vida pessoal
Em agosto de 2022, a polícia anunciou que Ratray estava sob investigação por um suposto estupro ocorrido em setembro de 2017. A suposta vítima, que era amiga de Ratray há 15 anos, se apresentou após ouvir sobre as alegações de agressão doméstica de 2021, acusando Ratray de drogar sua bebida.

## Filmografia

### Filme
| Ano  | Título                         | Papel               | Notas       |
| ---- | ------------------------------ | ------------------- | ----------- |
| 1986 | Where Are the Children?        | Neil Keeney         |             |
| 1988 | The River Pirates              | Bubba               |             |
| 1988 | Zits                           | Oscar Opily         |             |
| 1989 | Little Monsters                | Ronnie Coleman      |             |
| 1989 | Worth Winning                  | Howard Larimore Jr. |             |
| 1990 | Home Alone                     | Buzz McCallister    |             |
| 1992 | Home Alone 2: Lost in New York | Buzz McCallister    |             |
| 1993 | Dennis the Menace              | Mickey              |             |
| 1997 | Strong Island Boys             | Cal                 |             |
| 2001 | The Bill                       | Thug                | Curta       |
| 2004 | The Prince and Me              | Scotty              |             |
| 2006 | Slippery Slope                 | Hospital Assistant  |             |
| 2007 | Serial                         | Jimmy Link          |             |
| 2007 | The Cake Eaters                | JJ                  |             |
| 2009 | The 2 Bobs                     | Horizontal Bob      |             |
| 2009 | The Winning Season             | Security Officer    |             |
| 2009 | Surrogates                     | Bobby               |             |
| 2009 | The Flying Scissors            | The Rock            |             |
| 2009 | Breaking Point                 | Kevin               |             |
| 2011 | True Bromance                  | Himself             | also Writer |
| 2011 | Elevator                       | Martin Gosling      |             |
| 2013 | Side Effects                   | Banks Patient #3    |             |
| 2013 | Blue Ruin                      | Ben Gaffney         |             |
| 2013 | Nebraska                       | Cole                |             |
| 2013 | R.I.P.D.                       | Pulaski             |             |
| 2015 | 3rd Street Blackout            | Adam Dodario        |             |
| 2015 | Construction                   | Ray                 |             |
| 2016 | The Lennon Report              | Phil Bernstein      |             |
| 2016 | Masterminds                    | Runny               |             |
| 2017 | Life Hack                      | Larry               |             |
| 2017 | Rough Night                    | Bud                 |             |
| 2019 | Hustlers                       | Stephen             |             |
| 2021 | Hollywood.Con                  | Andy Slimmick       |             |
| 2021 | Home Sweet Home Alone          | Buzz McCallister    |             |
| 2021 | Construction                   | Ray                 |             |
| 2022 | Kimi                           | Kevin               |             |

### Televisão
| Ano       | Título                                    | Papel                          | Notas                                             |
| --------- | ----------------------------------------- | ------------------------------ | ------------------------------------------------- |
| 1987      | If It's Tuesday, It Still Must Be Belgium | IRA                            | Filme para TV                                     |
| 1989      | Heartland                                 | Gus Stafford                   | Papel principal                                   |
| 1991      | Perfect Harmony                           | Shelby                         | Filme para TV                                     |
| 1995–2006 | Law & Order                               | Richard Elam / Mitchell Pauley |                                                   |
| 1996      | New York Undercover                       | Martin                         |                                                   |
| 2002      | Third Watch                               | Mike                           | Episódio: "Ladies' Day"                           |
| 2004      | Law & Order: Criminal Intent              | Kenny Miles                    | Episódio: "In The Dark"                           |
| 2006      | Conviction                                | Pete Garrison                  | Episódio: "Denial"                                |
| 2009      | The Superagent                            | Energetic Announcer            | Filme para TV                                     |
| 2009      | Supernatural                              | Damien / "Dean"                | Episódio: "The Real Ghostbusters"                 |
| 2010      | Odd Jobs                                  | Joe Bannon                     | Filme para TV                                     |
| 2011      | Law & Order: Special Victims Unit         | Eldon Balogh                   | Episódio: "Possessed"                             |
| 2012      | The Good Wife                             | Kevin Costas                   | EpisódioEpisode: "Two Girls, One Code"            |
| 2013      | Person of Interest                        | Beat Cop                       | Episódio: "The Crossing"                          |
| 2014      | An American Education                     | Ron Gelman                     | Filme para TV                                     |
| 2015      | Elementary                                | Gordon Meadows                 | Episódio: "The View From Olympus"                 |
| 2015      | Agent Carter                              | Sheldon McFee                  |                                                   |
| 2015      | Louie                                     | Mike                           | Episódio: "The Road: Part 1"                      |
| 2017      | Blue Bloods                               | Matthew Kindler                | Episódio: "Shadow of a Doubt"                     |
| 2017      | Girls                                     | Party Guest                    | Episódio: "Full Disclosure"                       |
| 2017–2018 | Mosaic                                    | Detective Nate Henry           |                                                   |
| 2017–2019 | The Tick                                  | Tinfoil Kevin                  |                                                   |
| 2018      | Hawaii Five-0                             | Harris Stubman                 | Episódio: "Kopi Wale No I Ka L'a A 'Eu No Ka Ilo" |
| 2018      | The Good Fight                            | Kevin Costas                   | Episódio: "Day 485"                               |
| 2018      | Chicago Med                               | Tommy Burke                    |                                                   |
| 2019      | Russian Doll                              | Deli Customer                  | Episódio: "The Great Escape"                      |
| 2022      | Better Call Saul                          | Alfred Hawthorne Hill          | Episódio: "Breaking Bad"                          |

### Video games
| Ano  | Título                | Papel de voz    | Notas                       |
| ---- | --------------------- | --------------- | --------------------------- |
| 2018 | Red Dead Redemption 2 | População local | Também captura de movimento |